# Željko Jerkov
Željko Jerkov (* 6. November 1953 in Pula, Jugoslawien) ist ein ehemaliger jugoslawischer Basketballspieler, der 1978 Weltmeister und 1980 Olympiasieger war sowie dreimal Europameister.

## Sportliche Karriere
Der 2,08 m große Željko Jerkov spielte bis 1982 bei KK Split, mit diesem Verein war er 1977 jugoslawischer Meister. Zum Ende seiner Karriere wechselte er nach Italien und spielte je eine Saison bei Victoria Libertas Pesaro und Pallacanestro Treviso.
Mit der Jugoslawischen Nationalmannschaft gewann er 1973 den Titel bei der Europameisterschaft durch einen Finalsieg über die Spanier. In sechs Spielen erzielte Jerkov 24 Punkte. 1974 gab es bei der Weltmeisterschaft in San Juan ein Gruppensystem, sechs Mannschaften aus der Vorrunde sowie Gastgeber Puerto Rico und Titelverteidiger Jugoslawien waren für die Finalrunde gesetzt. Am Ende hatten die Sowjetunion, die Jugoslawen und die Vereinigten Staaten je eine Niederlage auszuweisen. Da der Sieg der sowjetischen Mannschaft über die Mannschaft aus den USA der höchste Sieg von den Partien untereinander war, gewann die Sowjetunion den Titel vor den Jugoslawen und den Vereinigten Staaten. Die Basketball-Europameisterschaft 1975 fand in Jugoslawien statt. Es gab eine Finalrunde mit sechs Mannschaften, in der die Jugoslawen fünf Siege erzielten und damit vor der Sowjetunion Europameister wurden. Jerkov wirkte in acht Spielen mit und erzielte 55 Punkte.
1976 bei den Olympischen Spielen 1976 in Montreal wurden die Jugoslawen in der Vorrunde Gruppenzweiter hinter der Mannschaft aus den Vereinigten Staaten. Nach dem Halbfinalsieg der Jugoslawen über die Mannschaft aus der Sowjetunion trafen die Jugoslawen im Finale wieder auf die Vereinigten Staaten und unterlagen mit 74:95. Željko Jerkov kam in sechs Spielen zum Einsatz und erzielte 33 Punkte. Bei der Europameisterschaft 1977 in Belgien gab es wieder eine KO-Runde, im Finale gewannen die Jugoslawen gegen die sowjetische Mannschaft. Mit 62 Punkten in sieben Spielen erreichte Željko Jerkov seinen besten Punktedurchschnitt, im Finale steuerte er 12 Punkte bei.
Bei der Basketball-Weltmeisterschaft 1978 in Manila gab es zunächst eine Finalrunde, in der die Jugoslawen ungeschlagen blieben. Die ersten beiden Teams der Finalrunde trafen im Finale aufeinander, Jugoslawien gewann gegen die Mannschaft der UdSSR mit 82:81 nach Verlängerung. Nach drei Europameistertiteln in Folge verpassten die Jugoslawien bei der Europameisterschaft 1979 in Italien das Finale. Da sie in der Vorrunde gegen Israel mit 76:77 verloren hatten, zog Israel in das Finale gegen die sowjetische Mannschaft ein, Jugoslawien gewann das Spiel um den dritten Platz mit 99:92 gegen die Tschechoslowakei. Jerkov erzielte in sieben Spielen 54 Punkte. Ein Jahr später gab es bei den Olympischen Spielen 1980 wieder eine Finalrunde. Im Finale trafen die beiden besten Mannschaften der Finalrunde aufeinander. Die Jugoslawen besiegten die Italiener mit 86:77 Punkten. Jerkov wurde in acht Spielen eingesetzt und erzielte im Turnierverlauf 65 Punkte. Im Finale steuerte er 16 Punkte bei. Zum Abschluss seiner Karriere erreichte Jerkov bei der Weltmeisterschaft 1982 in Kolumbien das Spiel um den dritten Platz, das die Jugoslawen mit 119:117 gegen die Spanier gewannen.